# Prometheus Symphonia Ignis Divinus
Prometheus - Symphonia Ignis Divinus è il secondo album studio della band symphonic/power metal italiana Luca Turilli's Rhapsody, pubblicato per la Nuclear Blast.

## Tracce
1. Nova Genesis (Ad Splendorem Angeli Triumphantis) – 3:08
2. Il Cigno Nero – 4:08
3. Rosenkreuz (The Rose And The Cross) – 4:34
4. Anahata – 5:03
5. Il Tempo Degli Dei – 5:03
6. One Ring To Rule Them All – 7:05
7. Notturno – 4:34
8. Prometheus – 5:06
9. King Solomon And The 72 Names Of God – 6:51
10. Yggdrasil – 6:00
11. Of Michael The Archangel And Lucifer's Fall Part II: Codex Nemesis – 18:04

### Traccia Bonus per la versione digipak
1. Thundersteel (cover dei RIOT) – 4:32

## Formazione
- Luca Turilli – chitarra e tastiera
- Dominique Leurquin – chitarra
- Patrice Guers – basso
- Alex Landenburg – batteria
- Alessandro Conti – voce